# Francisco Javier Elola
Francisco Javier Elola y Díaz Varela (Monforte de Lemos, 22 de septiembre de 1877 - Barcelona, 12 de mayo de 1939) fue un magistrado, fiscal, jurista y político español.

## Biografía
Estudió en el Colegio de Nuestra Señora de la Antigua (Monforte de Lemos), PP. Escolapios de Monforte de Lemos. Se licenció en Derecho en la Universidad de Santiago de Compostela en 1903, y en 1905 aprobó las oposiciones de fiscal y de juez. Tras la proclamación de la dictadura de Primo de Rivera en 1923 fue nombrado vocal de la Junta Organizadora del Poder Judicial, donde se ganó un gran prestigio como especialista en materia penal y procesal. En 1924 fue nombrado juez del distrito de Chamberí y en 1929 representó a España en los Congresos Penales Internacionales de París, Bruselas y Budapest. 
A pesar de su pasado vinculado a la dictadura primorriverista, el 31 de mayo de 1931 fue nombrado fiscal de la República, aunque renunció el 31 de julio para ser nombrado magistrado del Tribunal Supremo de España. En las elecciones generales de 1931 fue elegido diputado por el Partido Republicano Radical por la provincia de Lugo. En las Cortes Españolas participó en todas las discusiones sobre la organización del poder judicial en España, lo que le enfrentaría a su partido, que acabaría abandonando. No se presentó a las elecciones de 1933 y continuó como magistrado del Tribunal Supremo. 
Ya iniciada la Guerra Civil, el 26 de agosto de 1936 fue nombrado presidente de la Sala Tercera de lo Contencioso Administrativo del Tribunal Supremo de España, y el 16 de septiembre fue nombrado juez especial instructor de la causa por la insurrección en todas los cuarteles y cantones militares de Madrid. En la instrucción guardó las formalidades legales, cosa que no gustó a los extremistas, que exigían un castigo ejemplar de los golpistas, hasta el punto que fue apartado de la instrucción por haber admitido del general Joaquín Fanjul Goñi las pruebas que había propuesto. El 27 de agosto de 1937 fue nombrado presidente de la Junta de Inspección de Tribunales de Madrid. En octubre de 1937 se trasladó a Cataluña, donde en junio de 1938 defendió a los funcionarios de los Juzgados de Barcelona acusados de quintacolumnismo. 
Cuando las tropas republicanas abandonaron Cataluña en enero de 1939, decidió quedarse y se ofreció a colaborar con el nuevo régimen, pero fue detenido y el 26 de febrero fue procesado por la muerte del general Fanjul y las muertes en cárcel Modelo de Madrid el 23 de agosto de 1936. Fue condenado a muerte y ejecutado en Barcelona el 12 de mayo de 1939 junto al general Fernando Berenguer de las Cagigas. En unas notas que preparaba para su defensa y de las que se incautó el tribunal castrense, ordenando su unión a la causa, Elola denunciaba, en términos de exquisita juricidad, la "justicia al revés" que se le aplicaba al acusársele de adhesión a la rebelión:

Surge la rebelión por el alzamiento colectivo en armas contra un poder legalmente constituido. El 18 de julio de 1936 existía un Estado con todas las condiciones jurídicas y reales a las que debía su ser en el mundo internacional. Era el de la República Española.[...] No se concibe, pues, una rebelión del Estado organizado contra una minoría que, por las razones sociales y políticas que le asistiesen [...] se había levantado en armas contra aquel. Real y jurídicamente la rebeldía estaba en el campo de los que se levantaron contra el Estado republicano. Por lo tanto [...] no podía calificarse de rebelde al servidor del Estado ni al Estado mismo. El Estado naciente podrá calificarnos de afectos o de desafectos, de leales o de sospechosos [...] pero jamás como rebeldes para fundar sobre esta calificación jurídica una sanción penal [...] Las ideas no delinquen, sino las conductas, férreamente subsumidas en los preceptos legales coetáneos a sus presuntas infracciones

Huelga decir que estas atinadas consideraciones ni siquiera merecieron respuesta por los tribunales de primera y segunda instancia que le condenaron a muerte por haber actuado "como Juez especial contra los verdaderos españoles".

## Concepción del poder judicial y de la Constitución
Elola mantenía una cultura de la jurisdicción perfectamente asumible en nuestros días, concebida -frente a las injerencias caciquiles de la Restauración y las gubernativas de la Dictadura de Primo de Rivera- como fuertemente independiente y desvinculada de todo poder político (pese a su sorprendente acumulación temporal de los cargos de diputado y magistrado), pero entendida más como función jurisdiccional y servicio público que como poder (de hecho, repudiaba la expresión "poder judicial", a la que prefería la de "poder jurisdiccional"). Se expresaba así en el debate constituyente

Es que no concibo el Poder judicial [...] como justicia-poder. Yo he hablado de poderes jurisdiccionales perfectamente limitados y con garantías de independencia, de eficacia y cultura

Su posición terminológica no pudo dejar de influir en que la Constitución republicana optara por eludir el debate tradicional en el constitucionalismo español de referirse a la Justicia como "Poder" o como "Administración", limitándose a calificarla de "función" en el art. 94.
Esa concepción, ajena a todo corporativismo, estaba transida, por el contrario, de un fuerte sentido crítico hacia la propia carrera judicial a la que pertenecía, y que consideraba necesitada de una profunda reforma en sus procedimientos de acceso y promoción y en la propia cultura de los jueces. Decía así, en un artículo publicado en El Liberal el 5 de junio de 1930:

La Magistratura española no está debidamente preparada para su función, aunque esta falta de preparación no le es imputable del todo, sino que hay que achacarla al ambiente público, a la falta de civilidad que toca a todas las esferas sociales.

Y en otro artículo de fecha próxima (3 de junio de 1930), publicado este en El Sol:

La Judicatura necesita una transformación verdaderamente revolucionaria. Nada de ingresos por oposiciones [...] nada de jerarquías, o, por lo menos, disminuirlas al mínimo. Que el personal constituya una élite de técnicos, pero también de ciudadanos que se incorporen a la cosa pública, recogiendo las palpitaciones de la opinión. Hay que variar el concepto de la inamovilidad y del ascenso de los funcionarios. Si los turnos de favor son arbitrarios, la antigüedad a todo vuelo es inadmisible y demoledora de entusiasmos, estímulos y competencias

.
En una intervención en las Cortes Constituyentes, el 26 de noviembre de 1931, no era menos crítico:

Hay que reconocer que los jueces tienden, evidentemente, al conservadurismo; son eminentemente conservadores, por no decir retrógrados y esto es menos admisible todavía en estos momentos en que el Derecho ya no es aquel Derecho cristalizado de los Códigos, porque desde el instante en que los preceptos se escriben en un Código puede decirse que han pasado a otra vida, y el Derecho es la vida de todos los días, sentido por aquellos que lo ejercen como actividad

Distinguía así Elola entre el Derecho entendido como sistema de normas y el Derecho como práctica social. Pero a continuación venía la mayor carga de profundidad, teniendo en cuenta que se hacía desde dentro de la propia judicatura:

La Magistratura está acostumbrada a fundar su criterio, a establecer criterios con fórmulas cabalísticas y algunas veces arbitrarias, desnaturalizando en absoluto el sentido de las Constituciones y el sentido de la democracia

Advertía, incluso, de que ese riesgo cristalizara en una amenaza para la democracia.

No me opongo a la autonomía judicial [...], únicamente deseo que los jueces, acantonados en su distina función, no lleguen a formar un poder oligárquico que pueda imponerse a la democracia.

Por esas razones, Elola, en los debates de la Constitución y de la Ley del Tribunal de Garantías Constitucionales, se opuso a que el control de la constitucionalidad de las leyes pudiera quedar en manos de los jueces. Conocedor a fondo de las experiencias de control de constitucionalidad de las leyes en el período de entreguerras, e inspirado directamente en el modelo kelseniano, proponía una idea de la Constitución que conllevaba su carácter normativo y su supremacía sobre la legislación ordinaria, la garantía jurisdiccional de los derechos fundamentales y la sujeción de todos los poderes públicos -incluidos el Parlamento y el Tribunal Supremo- a límites precisos de naturaleza jurídica, mediante un control concentrado de constitucionalidad, residenciado precisamente en un Tribunal de Garantías Constitucionales de naturaleza eminentemente jurisdiccional, pero no judicial.Sin esa institución:

la Constitución no es más que un programa político de mera obligación moral, un repertorio de buenos consejosad usamos Delphini, al arbitrio del mismo legislador ordinario, el cual, reputándose dueño de su soberanía, se cree desligado de su observancia [de la Constitución] a la medida de su conveniencia. [...] La justicia constitucional deviene así la regla de derecho suprema, principio de toda normalidad jurídica.